# Bogie-lift
Een bogie-lift (ook bogielift) is het ophaalsysteem bij een vrachtauto die het mogelijk maakt dat een voorloopas of naloopas kan worden opgehaald of neergelaten.
Bij een volledig beladen vrachtauto is het van belang dat de voorloop- en/of naloopas wordt neergelaten om het gewicht te verdelen over deze wielen. Bij een lege vrachtauto moeten deze assen juist omhoog worden gehaald vanwege: minder last van wringen, verbetering van de bestuurbaarheid, verbetering van het comfort, afname van de rolweerstand, afname van het brandstofverbruik en vermindering van de bandenslijtage.